# Wang Jianwei
Wang Jianwei en chino: 汪建伟; (Suining, 28 de octubre de 1958) es un artista plástico chino especializado en new media, presentaciones e instalaciones residente en Beijing, China.

## Primeros años, 1958-1983
De 1958 a 1966, Wang Jianwei vivió en una familia tradicional de militares. Ambos padres eran soldados, y pasó su infancia en los campamentos militares, también conocidos como budui dayuan.
En 1966, la Gran Revolución Cultural Proletaria fue lanzada por los líderes del Partido Comunista de China, que abogó por "la abolición de las cuatro de edad" (de las viejas ideas, de la cultura antigua, la vieja guardia, y los viejos hábitos). Durante este tiempo, el padre de Wang Jianwei se trasladó a una granja del pueblo para recibir la reeducación a cargo los campesinos y de los trabajadores hasta 1974, cuando regresó a su puesto de trabajo y se pudo reunir con su familia.
Después de graduarse de la escuela secundaria en 1975, Wang también se trasladó al campo. Durante su tiempo libre, Wang iba a la ciudad a estudiar clases particulares de pintura con un diseñador de escenarios que trabajaba en un local de una compañía de ópera de Sichuan. A través de libros prohibidos por el gobierno, Wang se familiarizó con la literatura y pinturas rusas. Durante este tiempo, él también comenzó a aprender a pintar en el estilo del realismo.
Después de dos años de reeducación, Wang fue reclutado para unirse al Ejército de Liberación del Pueblo en 1977, donde se desempeñó como ingeniero militar y especialista en operaciones en un barracón en Qinghe County, Provincia de Hebei, al sur de Pekín. No produjo ningún tipo de arte durante su servicio militar.
En 1983, conoció a Zhu Guangyan, una enfermera del ejército justo antes de que él fue dado de baja. Menos de un año más tarde se casaron. Wang y Zhu vivieron separados durante casi siete años, debido a las estrictas políticas de gobierno en respecto a la política de lugares de residencia, conocido como el sistema de registro de hogares hukou. Zhu fue registrada en Pekín, mientras que Wang estaba atado a sus padres de vuelta en Chengdu, Provincia de Sichuan.

## Introducción al arte Occidental y contemporáneo, 1983-1987
En 1983, los militares le asignaron trabajo a Wang como gerente de tienda en el Instituto de Pintura de Chengdu, Chengdu Huayuan. Durante ese tiempo tuvo acceso a una variedad de estilos del arte Occidental tanto en el Instituto como en la ciudad. Fue allí donde creó una serie de dibujos a lápiz y bocetos de los clientes en una casa de té local. Estos dibujos, a continuación, se convirtieron en la base para la serie de pinturas conocida como la serie de la Casa de Té (1980-1990). Durante este tiempo, Wang pintó Querida Madre (1983), una obra que renueva el realismo académico de la escuela de pintura de la provincia de Sichuan, un estilo desarrollado por los estudiantes de Instituto de Bellas Artes de Sichuan, Sichuan Meishu Xueyuan. El estilo se centra en los detalles de la vida cotidiana y genera obras que son a menudo de naturaleza melancólica y poética. Querida Madre ganó el Premio de Oro en su categoría en la Sexta Exposición Nacional de Bellas Artes en la Galería de Arte Nacional (ahora Museo Nacional de Arte de China), en 1984, una exposición que incluye obras de jóvenes graduados y artistas reconocidos en China. Para Wang, la experiencia planteó preguntas relacionadas con el término "artista".
En 1984, Wang conoció a su futuro maestro Zheng Shengtian, que acababa de regresar a China desde los Estados Unidos y trajo consigo muchos trabajos que hacen referencia al arte contemporáneo occidental. Esta fue la primera vez que Wang vio información relacionada con la instalación y el arte ambiental, que tienen un profundo impacto en su estilo.
El "Movimiento de Arte de la Nueva Ola 85" ("85 Xinchao meishu yundong") entre 1985 y 1989, fue un movimiento nacional de vanguardia estimulada por el aumento de contacto y de intercambio con el mundo del arte contemporáneo internacional. En 1985, la Galería de Arte Nacional acogió el proyecto de Rauschenberg de Intercambio Cultural en el Extranjero, que introdujo Wang Jianwei a la obra de Robert Rauschenberg, un artista que tuvo un impacto significativo sobre los nuevos artistas de vanguardia y específicamente en el desarrollo del arte de la instalación en China. Ese mismo año, Wang se matricula en un programa de postgrado para la pintura al óleo en el Academia de Bellas Artes Zhejiang, ahora la Academia China de Arte, en Hangzhou, Provincia de Zhejiang; se graduó en 1987. Durante los estudios de posgrado, leyó muchos libros anteriormente prohibidos de la literatura occidental y la filosofía, y fue influenciado por los Existencialistas , tales como Jean-Paul Sartre, Albert Camus, y Jorge Luis Borges.
El "Movimiento de Arte de la Nueva Ola 85", inspirado en una importante exposición del nuevo arte Chino, la muestra de 1989, China/Avant-Garde en la Galería de Arte Nacional, que atrajo gran atención de las autoridades Chinas, y ayudó a catalizar las Protestas en la Plaza Tiananmen en 1989. Como resultado de la purga de los reformistas en la protesta, la actividad avant-garde disminuyó, pero al mismo tiempo el arte de vanguardia de China atrajo mayor atención internacional. En 1990, Wang se reunió y se familiarizó con el grupo basado en Beijing denominado el Grupo de la Nueva Medición (Xin kedu), que incluye Chen Shaoping, Gu Dexin, y Wang Luyan. El grupo compartió muchas de las perspectivas conceptuales y experimentales de Want respecto de las prácticas del arte y la creación artística.

## Obras de arte y exposiciones
Después de graduarse de la Academia de Bellas Artes de Zhejiang, Wang Jianwei produjo su serie de la Casa de Té  (1989-1990), consistente en pinturas que representan a los ancianos tomando té y pasando el tiempo en una casa de té local. Desarrolló allí su más conocido estilo, empleando una técnica documental de estudio, observación, dibujo e interacción con sus sujetos. En esencia, fue la realización de un estudio de la cultura de una microsociedad. Su tratamiento visual del paso del tiempo y el movimiento de los sujetos se parecía a la obra de Francis Bacon, aunque no conoció a dicho artista hasta 1990. La serie de la Casa de Té fue exhibida en una exposición individual en el Palacio Cultural de las Nacionalidades en Beijing en el año 1991, y al mismo tiempo, Wang considera la ampliación de sus prácticas a instalación y al arte conceptual; cada vez se acerca más al arte, la ciencia y la filosofía como las metodologías a través de las que reconsiderar nuevas políticas y estrategias de investigación para la China del futuro.
En 1992, Wang se interesó en el "sistema gris," también conocido como "sistema de análisis relacional gris". Esta teoría de los sistemas, introducida por el matemático Chino Deng Julong en 1982, proporciona una metodología que se centra en el estudio de los problemas de uso parcial o de información incierta. Wang creó su primer trabajo de la instalación conceptual elaborado, Documento (1992), en su casa. Con Documento, Wang busca la activación de lo que él denomina la "zona gris" o "entre" en el espacio, la señalización de predicciones en un combinado artístico y científico del proceso experimental. Un año más tarde, Wang también creó el Incidente de Proceso, Estado (1993), una instalación que incluye vídeo, texto, y la escultura en el Centro de las Artes de Hong Kong, inspirado por el color gris del sistema.
Inspirado por un libro escrito por un biólogo sobre la ciencia del crecimiento de los cultivos, Wang regresó a la aldea, donde recibió reeducación y colaboró con un agricultor local para hacer una puesta en escenade la Circulación de la Siembra y la Cosecha (1993-1994).
Interesados en el espacio y el lenguaje, Wang hizo el video de la Producción (1997), que se caracteriza por ser representativa de sus obras anteriores en los que se yuxtaponen en la vida cotidiana de los espacios y los espacios de producción cultural. La obra documentada de la interacción social en determinados espacios públicos de la producción cultural.
En el año 2000, Wang abandonó su formato documental para crear obras que integran el arte visual y una nueva forma de teatro experimental: se produce así Paravent (2000), una narrativa no lineal de teatro de performance y vídeo sobre el replanteamiento de la historia expuesta en el Kunstenfestivaldesarts en Bruselas y en el Brighton Fringe en Brighton, reino unido. Esta es su primera performance multimedia, y su primer trabajo con actores.
Wang fue artista en residencia en el Walker Art Center en Minneapolis, MN en el año 2003, cuando presentó la performance e instalación multimedia Movable Taste; además, expuso Viviendo en otros lugares en el Walker como parte de Como las Latitudes se Transforman Formas: el Arte en una época Global, una muestra grupal internacional que examinó cómo el cambio de las percepciones de lugar afectan la creación de arte contemporáneo y su absorción por la cultura en general.
En 2004, Wang asistió al fr:Festival d'Automne à Paris, durante el cual presentó la Ceremonia (2003), una obra multimedia a gran escala que incluye teatro, performance y new media, en el Centro Georges Pompidou. Ceremonia explora la interpretación histórica y su relación con la comprensión de la realidad de hoy, específicamente en China.
El proyecto de Wang Bienvenidos al Desierto de lo Real (2010), organizado por Culturescapes, Basilea, emplea performance, animación, producción de teatro por el cine, y un componente de video de cinco canales. El trabajo se ha basado en una historia de un adolescente que se trasladó de la China rural a la ciudad con su familia, y se convirtió en adicto a los juegos de video. Los ocho espectáculos fueron presentados en Beijing, Zúrich y Ginebra, y los cinco canales de vídeo fueron presentados en la 11 Bienal de Sharjah en 2013. Este trabajo fue de gran importancia en la obra de Wang, ya que se basa en performances eventuales y subrayó su filosofía de que la producción de arte es un constante ensayo en el que un continuo proceso se vuelve central.
Las obras de Wang han aparecido en ferias internacionales y exposiciones a lo largo de décadas, con muchas obras serviendo como representantes del arte Chino contemporáneo de vanguardia y el arte de instalación. Fue invitado a la Primera Bienal de Gwangju en Corea del Sur en 1995, que fue la primera bienal de arte contemporáneo en Asia. En junio de 1997, Wang y Feng Mengbo se convirtieron en los primeros artistas contemporáneos chinos en participar en la Documenta donde se mostró su obra Production. Tres años más tarde, Wang participó en la 3ª Bienal de Shanghái, que fue la primera bienal china en incluir artistas internacionales y de new media además de las formas tradicionales. En los años siguientes, Wang también se unió a la Vigésima Quinta Bienal de São Paulo (2002) y el quincuagésimo Bienal de Venecia (2003). Las obras expuestas (además de las obras anteriormente mencionadas) incluyen la Reproducción (1995), Mi Archivo Visual (2003), Pájaro (2005), Dodge (2006), de los Rehenes (2008), y la Señal de color Amarillo (2011).
Durante las últimas dos décadas, también conoció a muchos otros artistas reconocidos a nivel mundial , así como conservadores, coleccionistas y personas influyentes, incluyendo Catherine David, conservadora de la Documenta X en 1997, y Hou Hanru, un conservador en el Wiener Secession de Viena, ahora el Consultor de Conservación de la fundación Robert H. N. Ho de Familia de la Fundación el Arte Chino de la Iniciativa en el Museo Solomon R. Guggenheim en Nueva York.

## Tiempo de Temploen el Museo Solomon R. Guggenheim
En 2014, Wang Jianwei presentó Wang Jianwei: el Tiempo del Templo, la primera de tres comisiones por la Fundación el Arte Chino según la Iniciativa de la Familia H. Robert N. Ho en el Museo Guggenheim. La iniciativa, que se puso en marcha en 2013, fue establecido para promover los logros de los artistas Chinos contemporáneos y ampliar el tratamiento sobre arte Chino contemporáneo al comisionar artistas Chinos para crear grandes obras a ser exhibidas en el museo e ingresar en su colección permanente.
Esta exposición examina el contacto entre el arte y la realidad social. Sus obras de arte altamente innovadoras consideran el espacio y el tiempo de formas elaboradas: trabajando a partir de la noción de que la producción de obras de arte puede ser un continuo ensayo, la conexión de teatro, las artes visuales y el cine. Wang Jianwei: el Tiempo del Templo es la primera exposición individual del artista en América del Norte. Esta exposición se compone de una producción de instalación, pintura, cine, y teatro en vivo.
Robert Yau Chung Ho, el presidente de la fundación de la Familia de Robert H. N. Ho, dijo al referirse a la selección de Wang Jianwei para la primera comisión de la Iniciativa de Arte Chino, "Wang Jianwei es un artista que ha estado profundamente involucrado en la comunidad artística china desde la década de 1980. Es reconocido por sus observaciones inteligentes y sugerentes respecto del arte chino contemporáneo y la sociedad china en general. Es totalmente merecido que un artista tan amplio e influyente haya sido elegido para crear trabajos para la primera comisión de La Iniciativa de Arte Chino de la Fundicación de la Familia H. Robert N. Ho."
Obras Seleccionadas Encargadas para "el Tiempo del Templo
- Tiempo Templo, 2014. Acrílico y óleo sobre lienzo, cuatro paneles.
- Tiempo Templo, 2014. Acrílico y óleo sobre lienzo.
- El Tiempo Del Templo 1, 2014. Madera y goma, siete partes.
- El Tiempo Del Templo 2, 2014. Madera, goma y acero, cinco partes.
- El Tiempo Del Templo 3, 2014. Madera, metal y caucho, de dos partes.
- El Tiempo Del Templo 4, 2014. Madera y pintura, dos partes.
- Tiempo De Templo 5, 2014. Madera y acero, tres partes.
- El Tiempo De La Mañana Desapareció, 2014. Película, rodada en Beijing.
- Rampa En Espiral De La Biblioteca, 2014. Performance, en dos partes.

## Exposiciones individuales selectas
- Wang Jianwei, Palacio Cultural de Nacionalidades, de Beijing, China, 1991.
- Wang Jianwei, Hong Kong Centro De Las Artes De Hong Kong, 1992.
- Incidente De Proceso, Estado, Hong Kong Centro De Las Artes De Hong Kong, 1992.
- Ceremonia, el Institute of Contemporary Arts, Londres, reino unido, 2003.
- Wang Jianwei: Pasos de Gigante, 4A Centro para el Arte Contemporáneo Asiático, Sídney, Australia, 2004. Viajó a la Fundación de Arte Experimental de Australia, Adelaida, Australia, 2004-2005.
- Relativismo: Un Ave en Vuelo Es Inmóvil, Cámaras de Fine Art, Nueva York, Estados Unidos, 2005-2006. Viajó a la Galería Arario, Beijing, China, 2006.
- Dodge, Shanghái Galería de Arte de Shanghái, China, 2006.
- La Infección cruzada, Hebbel am Ufer, Berlín, Alemania, 2007.
- Dilema: de Tres vías Tenedor en la Carretera–Obras Recientes de Wang Jianwei, Cámaras de Fine Art, Nueva York, Estados Unidos, 2007.
- De rehenes, Zendai Museum of Modern Art, de Shanghái, China, 2008.
- Síntoma: Un Gran Escenario de Trabajo por Wang Jianwei, OCT de Arte Contemporáneo de la Terminal, Shenzhen, China, 2008.
- El Tiempo-Teatro-Exposición, Hoy Museo De Arte De Beijing, 2009.
- Wang Jianwei: Señal de color Amarillo, Ullens Center for Contemporary Art, de Beijing, China, 2011.
- Wang Jianwei: ...el evento madurado, realizado a la vista de todos inexistente humanos resultados, Espacio del Largo Marzo, de Beijing, China, 2013.
- Wang Jianwei: El Tiempo Del Templo, Salomón R. Guggenheim Museum, Nueva York, 2014-2015.

## Exposición curada por Wang Jianwei
- Él: Lo Que Me Hace Entender Lo Que Yo Sé?, Ullens Center for Contemporary Art, de Beijing, China, 2009.